# 奧格維爾 (伊利諾伊州)
奧格維爾（英語：Augerville）是位於美國伊利諾伊州尚佩恩縣的一個非建制地區。該地的面積和人口皆未知。

## 地理
奧格維爾的座標為40°08′23″N 88°10′18″W / 40.13972°N 88.17167°W，而該地的平均海拔高度為221米（即725英尺）。